# Лабзов, Леонид Владимирович
Лабзов, Леонид Владимирович (род. 23 октября 1973, Казань) — советский, российский хоккеист, защитник.

## Биография
Воспитанник казанского СК им. Урицкого. Выступал за клубы «Нефтяник» Альметьевск (1990/91 — 1991/92, 2003/04 — 2005/06), «Итиль» — «Ак Барс» (1990/91, 1991/92 — 1997/98), «Нефтехимик» (1998/99 — 2002/03), «Нефтяник» Лениногорск (1999/2000).
Участник хоккейного турнира зимней Универсиады 1997 года.
Чемпион России 1997/98.